# 1971 v športu
1971 v športu.

## Avto - moto šport
- Formula 1: Jackie Stewart, Združeno kraljestvo, Tyrrell - Ford, je slavil s šestimi zmagami in 62 točkami, konstruktorski naslov je šel prav tako v roke moštva Tyrell - Ford z osvojenimi 73 točkami
- 500 milj Indianapolisa: slavil je Al Unser, Sr., ZDA, z bolidom Colt/Ford, za moštvo Vel's Parnelli Jones Ford[1]

## Kolesarstvo
- Tour de France 1971: Eddy Merckx, Belgija
- Giro d'Italia: Gösta Pettersson, Švedska

## Košarka
- Pokal evropskih prvakov: CSKA Moskva
- NBA: Milwaukee Bucks slavijo s 4 proti 0 v zmagah nad Baltimore Bullets, MVP finala je bil Kareem Abdul-Jabbar[2]
- EP 1971, Zahodna Nemčija (Essen): 1. Sovjetska zveza, 2. Jugoslavija, 3. Italija[3]

## Nogomet
- Pokal državnih prvakov: AFC Ajax je slavil s 2-0 proti Panathinaikosu[4]

## Smučanje
- Alpsko smučanje: 
  - Svetovni pokal v alpskem smučanju, 1971
    - Moški: Gustav Thöni, Italija[5]
    - Ženske: Annemarie Pröll, Avstrija[6]

## Tenis
- Turnirji Grand Slam za moške:
  - 1. Odprto prvenstvo Avstralije: Ken Rosewall, Avstralija[7]
  - 2. Odprto prvenstvo Francije: Jan Kodeš, Češkoslovaška
  - 3. Odprto prvenstvo Anglije - Wimbledon: John Newcombe, Avstralija[8]
  - 4. Odprto prvenstvo ZDA: Stan Smith, ZDA
- Turnirji Grand Slam za ženske:
  - 1. Odprto prvenstvo Avstralije: Margaret Court, Avstralija[9]
  - 2. Odprto prvenstvo Francije: Evonne Goolagong, Avstralija
  - 3. Odprto prvenstvo Anglije - Wimbledon: Evonne Goolagong, Avstralija[10]
  - 4. Odprto prvenstvo ZDA: Billie Jean King, ZDA
- Davisov pokal: ZDA slavi s 3-2 nad Romunijo[11]

## Hokej na ledu
- NHL - Stanleyjev pokal: Montreal Canadiens slavijo s 4 proti 3 v zmagah nad Chicago Blackhawks
- SP 1971: 1. Sovjetska zveza, 2. Češkoslovaška, 3. Švedska[12]

## Rojstva
- 5. januar: Sergej Berdnikov, ruski hokejist
- 5. januar: Heinz Kuttin, avstrijski smučarski skakalec, sedaj skakalni trener
- 11. januar: Leila Piccard, francoska alpska smučarka
- 14. januar: Lasse Kjus, norveški alpski smučar
- 18. januar: Pep Guardiola, španski nogometaš in nogometni trener
- 25. januar: Luca Badoer, italijanski dirkač Formule 1
- 1. februar: Zlatko Zahovič, slovenski nogometaš
- 5. februar: Sophie Lefranc-Duvillard, francoska alpska smučarka († 2017)
- 13. februar: Mats Sundin, švedski hokejist
- 17. februar: Carlos Gamarra, paragvajski nogometaš
- 21. februar: Silke Bachmann, italijanska alpska smučarka
- 27. februar: Jaroslav Modrý, češki hokejist
- 27. marec: David Coulthard, britanski dirkač Formule 1
- 31. marec: Pavel Bure, ruski hokejist
- 2. april: Christina Riegel, avstrijska alpska smučarka
- 3. april: Picabo Street, ameriška alpska smučarka
- 6. april: Andrej Kastelic, slovenski rokometaš
- 9. april: Jacques Villeneuve, kanadski dirkač formule 1
- 16. april: Natalija Zverjeva, beloruska tenisačica
- 16. maj: Roman Pungartnik, slovenski rokometaš
- 20. maj: Niklas Andersson, švedski hokejist
- 30. maj: Jiří Šlégr, češki hokejist
- 30. maj: Anja Haas, avstrijska alpska smučarka
- 15. junij: Franci Petek, slovenski smučarski skakalec
- 24. julij: Dino Baggio, italijanski nogometaš
- 26. julij: Mladen Rudonja, slovenski nogometaš
- 28. julij: Jan Kaminski, ruski hokejist
- 2. avgust: Julie Parisien, ameriška alpska smučarka
- 7. avgust: Gregor Fučka, italijanski košarkar slovenskega rodu
- 12. avgust: Pete Sampras, ameriški tenisač
- 13. avgust: Marcus Ragnarsson, švedski hokejist
- 19. avgust: Mary Joe Fernández, ameriška tenisačica
- 28. avgust: Janet Evans, ameriška plavalka
- 2. september: Kjetil André Aamodt, norveški alpski smučar
- 13. september: Mladen Dabanovič, slovenski nogometaš
- 13. september: Goran Ivanišević, hrvaški tenisač
- 13. september: Svetlana Aleksejevna Gladiševa, ruska alpska smučarka
- 16. september: Annelise Coberger, novozelandska alpska smučarka
- 18. september: Lance Armstrong, ameriški kolesar
- 21. september: Jani Klemenčič, slovenski veslač
- 27. september: Iztok Božič, slovenski tenisač
- 28. september: Ante Šimundža, slovenski nogometaš in trener
- 30. september: Jernej Koblar, slovenski alpski smučar
- 3. oktober: Norge Luis Vera, kubanski bejzbolist
- 8. oktober: Miran Pavlin, slovenski nogometaš
- 10. oktober: Fedja Marušič, slovenski kajakaš na divjih vodah
- 15. oktober: Niko Kovač, hrvaški nogometaš
- 19. oktober: Hansjörg Jäkle, nemški smučarski skakalec
- 12. november: Mitja Kunc, slovenski alpski smučar
- 29. november: Oleg Ševcov, ruski hokejist
- 5. december: Kliton Bozgo, albanski nogometaš
- 6. december: Richard Krajicek, nizozemski tenisač
- 9. december: Astrid Lødemel, norveška alpska smučarka
- 16. december: Christof Duffner, nemški smučarski skakalec
- 25. december: Chioma Ajunwa, nigerijska atletinja
- 28. december: Roberto Cecon, italijanski smučarski skakalec

## Smrti
- 10. januar: Ignazio Giunti, italijanski dirkač Formule 1 (* 1941)
- 28. januar: Chuck Garland, ameriški tenisač (* 1898)
- 8. marec: Fritz von Opel, nemški dirkač in avtomobilski inženir (* 1899)
- 19. april: Luigi Piotti, italijanski dirkač Formule 1 (* 1913)
- 8. maj: Lars Pettersson, švedski hokejist (* 1925)
- 1. julij: Gustaf Johansson, švedski hokejist (* 1900)
- 11. julij: Pedro Rodríguez, mehiški dirkač Formule 1 (* 1940)
- 19. avgust: Mary Browne, ameriška tenisačica (* 1891)
- 25. september: Jan Palouš, češki hokejist (* 1888)
- 24. november: Ottorino Barassi, italijanski športni funkcionar, 1944 - 1946 predsednik Fife (* 1898)
- 23. december: Alessandro Cagno, italijanski dirkač (* 1883)
- † 1971: Hubert Hajm, slovenski alpski smučar (* 1914)
- † 1971: Hans Eriksson, švedski hokejist (* 1932)